# Isla Kizer
La isla Kizer (77°16′S 150°48′O / -77.267, -150.800) es una isla cubierta de hielo de unos 30 km de largo, que se encuentra a 20 km al suroeste de la isla Cronenwett en el extremo oeste de la barrera de hielo Sulzberger, Antártida. Fue descubierta a partir de relevamientos del United States Geological Survey (USGS) y fotografías aéreas de la U.S. Navy (1959–1965), y fue nombrada en honor al teniente T.L. Kizer, de la U.S. Navy, el piloto de helicóptero en el rompehielos USS Glacier (AGB-4) que avistó la isla desde el aire el 26 de enero de 1962.

## Reclamación territorial
La isla es reclamada por Nueva Zelanda como parte de la Dependencia Ross, pero esta reclamación está sujeta a las disposiciones del Tratado Antártico.